# Унюк (село)
Унюк — несуществующее ныне поселение на территории Краснотуранского района. Располагалось по правую сторону реки Енисея, под горой Унюк, в 15 км от села Абаканского.
Первоначально поселение называлось по имени хозяйки — «Баландино», но позднее в советское время было переименовано в «Унюк»
Основатели — Вера Арсеньевна и Александр Алексеевич Баландины.
В 1902 году они перенесли с речки Узы крупчатый заводик на водяном двигателе, который достался в наследство от деда Веры Арсеньевны М. К. Матонина и механизировали. Двигатель был заменён на паровый.
Помимо паровой вальцовой мельницы были построены вместительные зернохранилища.
Зерно и муку стали отправлять баржами по реке Енисей в Красноярск, Минусинск. Было открыто кредитное общество.
При непосредственном участии Веры Баландиной был разбит прекрасный сад, где помимо местных, росли деревья из других регионов, в том числе китайские яблони и вишни. В этом саду она проводила опыты по акклиматизации уникальных сортов цветов из Европы. На опытном поле Вера Арсеньевна занималась исследованием пшеницы. Образцы её семян сеяли на полях местные крестьяне.
Унюк был первым посёлком в волости, который стал освещаться электричеством.
Степные просторы позволяли Баландиным вести табунное коневодство.
В советское время у подножия горы Унюк были небольшие селения — ферма «Комсомольская» и Унюкский хлебоприёмный пункт.
В результате строительства Красноярской ГЭС поселение и ХПП Унюкский попали в зону затопления. Некоторые жители Унюка разъехались, а другие переселились в Новую Сыду. Элеватор был перенесён на новую площадку близ села Новая Сыда.